# 石岷嘉
石岷嘉（1959年—），四川井研人，汉族，中华人民共和国政治人物、第十二届全国人民代表大会四川地区代表。
毕业于西南师范学院学前教育专业。加入中国民主同盟。2013年，担任全国人大代表。